# Selän Siikasaari
Selän Siikasaari är en halvö i Finland.   Den skiljer sjöarna Ala-Luotojärvi och Siikajärvi från varandra. Den ligger i kommunen Nyslott i den ekonomiska regionen  Nyslotts ekonomiska region  och landskapet Södra Savolax, i den sydöstra delen av landet, 300 km nordost om huvudstaden Helsingfors.